# Vlada Panović
Vlada Panović (Kraljevo, 11. novembar 1967) srpski je solista na harmonici. Od 2010. je rukovodilac Narodnog orkestra RTS-a.

## Biografija
Vlada Panović rođen je 11. novembra 1967. godine u Kraljevu. Susreo se sa harmonikom kao devetogodišnji dečak. Očaran njenim zvukom i mogućnostima koje nudi, počeo je iskazivati ljubav prema muzici i veliku želju za savladavanje ovog instrumenta. Završio je nižu muzičku školu „Stevan Mokranjac“ u Kraljevu kao jedan od najboljih u klasi. Kasnije je završio i srednju muzičku školu.
Još od samog početka njegovo interesovanje za muzičke stilove i oblasti bilo je svestrano. Ipak, njegova privrženost srpskoj muzičkoj tradiciji uslovila je da akcenat stavi na muzičko nasleđe svoga naroda.
Krajem 2000. godine postao je član Narodnog orkestra RTS-a. U ovoj instituciji istakao se u stilskom poznavanju srpske muzičke baštine i pisanju aranžmana za Narodni orkestar.
Svoje znanje i iskustvo prenosi i na mlađe generacije, stvarajući veoma uspešne instrumentaliste i vokalne soliste i kao uzor pokazuje im put spajanja izražajnog i sadržajnog bogatstva tradicionalne muzike i modernog muzičkog izraza.
Za matičnu kuću PGP-RTS 2008. godine snimio je svoj prvi CD pod nazivom „Harmonikom kroz Srbiju“ koji predstavlja svojevrsni omaž srpskoj harmonici, a već 2009. godine realizovao je i svoj autorski prvenac – CD „Balkanski motivi“.
Izvodi poznate kompozicije svetskih autora, pre svega iz oblasti džez standarda i filmske muzike, ali i žanrova poput francuskih šansona, ruskih romansi i argentinskog tanga.
Januara 2010. godine postao je šef Narodnog orkestra RTS-a, koji su vodili istaknuti umetnici Vlastimir Pavlović Carevac, Miodrag Jašarević, Boki Milošević i Ljubiša Pavković.

## Nagrade
Dobitnik je nagrada:
- Prva harmonika Srbije (Aranđelovac 1994. godine),
- Prva harmonika Jugoslavije (Soko Banja 1997. godine),
- Nagrada lista „Večernje novosti“ za Prvu harmoniku 1997. godine,
- Estradna nagrada Srbije 2016. godine.

## Diskografija
- 2008: Harmonikom kroz Srbiju - PGP RTS
- 2009: Balkanski motivi - PGP RTS
- 2023: 45 godina zajedno - PGP RTS

## Notna izdanja za harmoniku
- "Harmonikom kroz Srbiju" Vlada Panović - igre i kola iz Srbije, 22 numere
- "Balkanski motivi" Vlada Panović - 12 autorskih kompozicija za I i II harmoniku

## Галерија
- Narodni orkestar RTS-a pod upravom Vlade Panovića
- Notne knjige za harmoniku - Vlada Panović

## Spoljašnje veze
- Narodni orkestar RTS
- Tako stoje stvari - Intervju - Vlada Panović - 02.04.2018.
- Vlada Panovic - intervju u emisiji „Trezor”
- Vlada Panovic - intervju i „Sirba Atractiva”
- CD Balkanski motivi
- Vlada Panović Discogs (језик: енглески)
- Vlada Panović Fejsbuk
- Vlada Panović на веб-сајту
- Panović, Vlada (5. 1. 2020). „Kolege, ne mešajte šatru i umetnost narodne muzike”. Radio-televizija Srbije. Приступљено 8. 1. 2020.